# ゼビバイト
ゼビバイト（英: zebibyte）は、コンピュータで扱うことができる情報量や記憶装置の記憶容量を表す情報の単位の一つ。略して「ZiB」と略記される。元々は、2の70乗のバイト数を表す際に使われる単位はゼタバイト（ZB）であったものの、後にゼタバイトが10垓と同値の1021バイトの意味を持ったために、2の70乗の単位として使われるようになった。
1 ZiB = 270 B = 1,180,591,620,717,411,303,424 B
ゼタバイトと違い十垓バイトという意味で使えない。